# Riserva naturale dei Monti Pelati
La riserva naturale dei Monti Pelati è un'area naturale protetta, più precisamente una riserva naturale a gestione provinciale, situata nel Canavese, Città metropolitana di Torino, in Piemonte. 
La Regione Piemonte ha istituito la riserva naturale, della superficie di 146 ha, nel 1993; amministrativamente l'area protetta interessa i territori comunali di Baldissero Canavese, Castellamonte e Vidracco.
L'area della riserva naturale coincide con quella del sito di interesse comunitario e zona speciale di conservazione denominata Monti Pelati e Torre Cives (IT1110013).

## Territorio

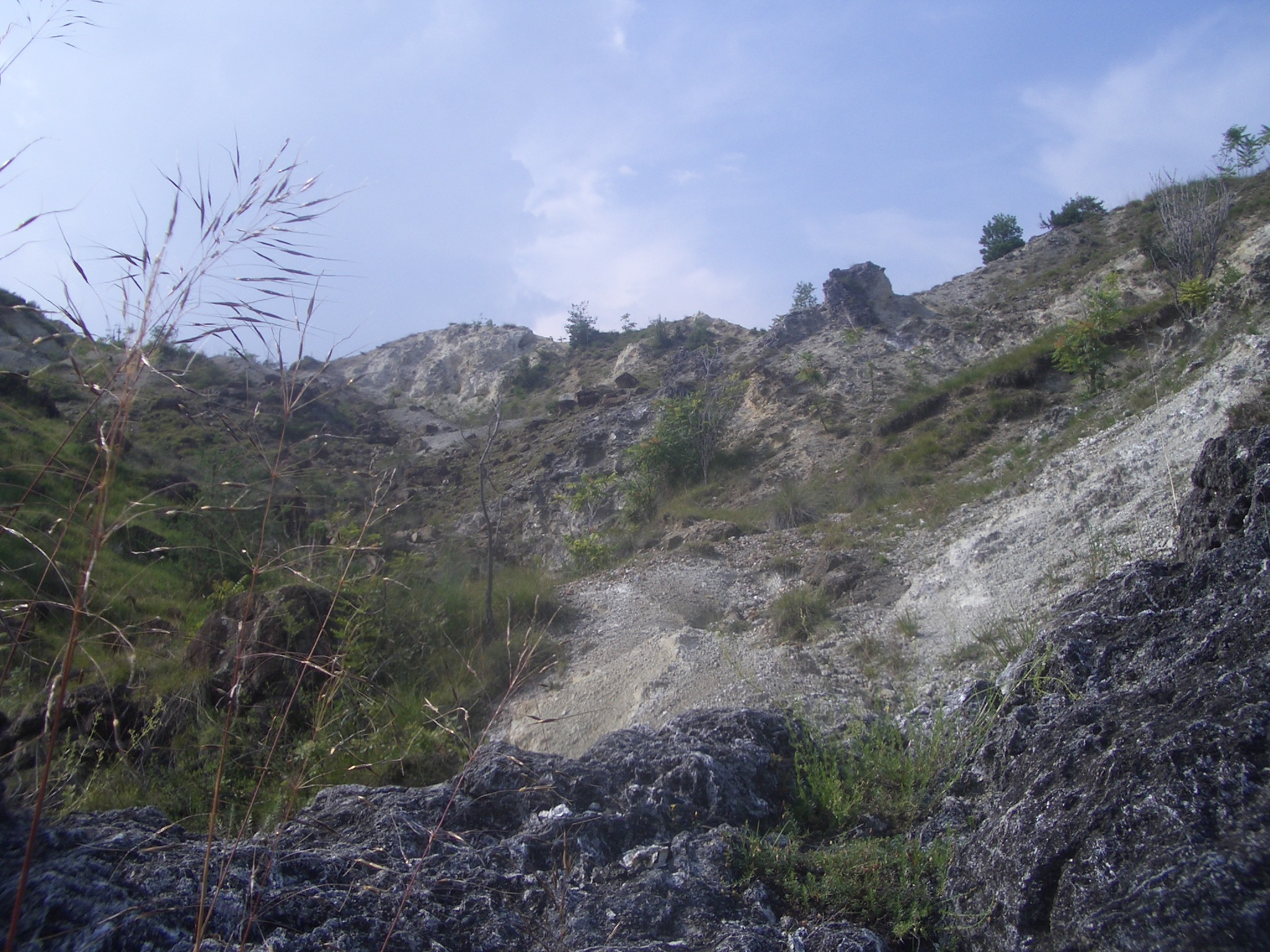
Dettaglio del versante lato Baldissero

La riserva occupa una stretta fascia di brulle colline dette Monte Pelati o Monti Bruciati, che si estendono per circa tre km in direzione sud-ovest/nord-est tra i comuni di Baldissero Canavese, Castellamonte e Vidracco.
La breve dorsale culmina con i 585 m s.l.m. del poggio sul quale sorge la Torre Cives.
Situata a breve distanza dall'Anfiteatro morenico di Ivrea, l'area ha una natura geologica completamente diversa dalle zone circostanti. Il substrato costitutivo dei Monti Pelati è infatti la peridotite, una roccia di natura ultrabasica molto ricca di magnesio e di origine estremamente profonda in quanto proveniente dagli strati superiori del mantello terrestre (mantello africano).
La naturale degradazione di questo tipo di roccia dà origine a suoli molto particolari, inadatti alle coltivazioni e che sostengono una vegetazione ed un'entomofauna anch'esse peculiari.

## Flora
Una tra le specie vegetali più interessanti e rare ospitate dall'area protetta è  la Campanula bertolae, endemica delle Alpi Occidentali; poco diffuse sono anche Linum suffruticosum e Fumana procumbens, specie erbacee entrambe xerofile.

## Nella cultura di massa
Nella zona della riserva è stato girato il cortometraggio "Il solitario dei Monti Bruciati", diretto da Federico Jahier e presentato all'edizione 1998 del Festival Cinema Giovani di Torino.